# Franz Mehring
Franz Erdmann Mehring (27. února 1846 Sławno, Pomořansko – 28. ledna anebo 29. ledna 1919 Berlín) byl německý publicista, teoretik marxismu, filozof a politik. Lenin v Materialismu a empiriokriticismu mluvil o Mehringovi jako o člověku, který nejen chce, ale i dovede být marxistou.

## Životopis
Franz Mehring přišel k sociální demokracii na konci osmdesátých let. Po léta byl členem redakce teoretického orgánu německé sociální demokracie Die Neue Zeit a od roku 1901 byl redaktorem levicových novin Leipziger Volkszeitung.

## Dílo
Franz Mehring je mnohostranný filozof. Je autorem statí z oblasti dějin filozofie, kritiky buržoazní filozofie a revizionismu i celé řady prací, v nichž se zabývá problémy historického materialismu. Kritizoval idealistické filozofické koncepce Nietzscheho, Hartmanna, Schopenhauera a novokantovství, vystupoval proti takzvané hegelovské renesanci. Říkal, že Immanuel Kant přestává být v módě, že buržoazie nyní hledá novou ideologickou zbraň proti marxismu v novohegelovství. Monografie F. Mehringa Karl Marx. Jeho životopis je jednou z nejlepších marxistických studií dějin marxismu. Asi třetina knihy je věnována utváření marxismu. I když tato část monografie poněkud zastarala, protože autor neznal řadu Marxových prací, které byly uveřejněny po jejím vydání, i nyní o ní projevují zájem badatelé pro její vědecký přístup k základním otázkám.